# Rolf Ulrich (Diplomat)
Rolf Ulrich (* 31. August 1951 in Oldenburg (Oldenburg)) ist ein deutscher Diplomat.

## Leben
Nach dem Abitur 1970 in Hannover leistete er seinen Wehrdienst bei der Bundeswehr und absolvierte anschließend zwischen 1972 und 1977 ein Studium der Rechtswissenschaften an Georg-August-Universität Göttingen, in dessen Verlauf er von 1973 bis 1974 auch einen Studienaufenthalt an der Universität Genf ableistete. Nach dem Ersten Juristischen Staatsexamen 1977 absolvierte er postgraduales Studium an der London School of Economics and Political Science und schloss dieses 1978 mit einem Master of Laws (LL.M.) ab, ehe er 1980 das Zweite Juristische Staatsexamen beendete.

## Laufbahn
Nach dem Eintritt in den Auswärtigen Dienst 1981 und dem Abschluss der Laufbahnprüfung für den höheren Dienst 1983 folgten Verwendungen an der Botschaft in Ägypten sowie danach von 1986 bis 1988 im Auswärtigen Amt in Bonn im Referat für Deutschland und Berlin, ehe er anschließend von 1989 bis 1991 an der Ständigen Vertretung der Bundesrepublik Deutschland bei der OECD in Paris tätig war.
Nachdem er von 1991 bis 1996 Referent im Referat für die NATO im Auswärtigen Amt gearbeitet hatte, war Ulrich bis 1999 Ständiger Vertreter des Botschafters in Namibia und danach bis 2002 Leiter der Rechts- und Konsularabteilung im Generalkonsulat in New York City. Daraufhin war er von 2002 bis 2005 Ständiger Vertreter des Botschafters in Nigeria als Nachfolger von Friedrich-Carl Bruns.
Im August 2005 folgte seine Akkreditierung als Botschafter in der Elfenbeinküste, wo er Nachfolger von Marius Haas wurde, der wiederum zum Botschafter im Libanon ernannt worden war. Zwischen 2008 und 2011 war er Referatsleiter in der Rechtsabteilung des Auswärtigen Amtes in Berlin, während er als Botschafter in der Elfenbeinküste von Stephan Keller, den bisherigen Botschafter im Sudan, abgelöst wurde. Im August 2011 wurde Ulrich Generalkonsul in Erbil im Irak. Von September 2013 bis 2017 war er Botschafter in Botswana.